# ナタラージャン・スブラマニアン
ナタラージャン・スブラマニアム（Natarajan Subramaniam、1971年6月27日 - ）は、インドのタミル語映画、テルグ語映画、ヒンディー語映画で活動する撮影監督。俳優としても活動しており、代表作には『Sathuranga Vettai』がある。

## キャリア
撮影技師に興味を抱いたナタラージャンは18歳の時に学校を中退し、大学に進学せず様々な仕事をこなして資金を集めた。彼は結婚式のスチールカメラマンを経て式場のビデオカメラマンとなり、一時期にはB・R・ヴィジャヤラクシュミーのアシスタントをしていた。しかし、映画業界で成功を得ることができずドキュメンタリー分野に活動の場を移し、その後はコマーシャルやミュージックビデオの仕事をこなした。やがてバンドグループ・ユーフォリアのファーストアルバムの映像を撮影したことで高い評価を受け、ラーム・ゴーパール・ヴァルマの紹介でアヌラーグ・カシャップの『Last Train to Mahakali』『Paanch』『Black Friday』に撮影監督として参加した。この間には『Youth』ヴィンセント・セルヴァに参加した他、A・R・ムルガダースの『Ramanaa』にも参加の声がかかったものの断念している。タミル語映画を中心に活動しているが、ヒンディー語映画への優先して『Jab We Met』『Golmaal Returns』『ラーンジャナー』などのヒット作に参加している。
ナタラージャンは小規模タミル語映画に俳優として出演するなど新しいキャリアの構築を目指し、友人のウダイ・マヘーシュが監督した『Naalai』『Chakkara Viyugam』に出演した。両作は興行的には失敗したものの、ナタラージャンの演技は批評家から高い評価を得た。続けて出演した『Milaga』『Muthukku Muthaaga』は芳しくない結果に終わり、2014年にはH・ヴィノートの監督デビュー作『Sathuranga Vettai』に出演した。同作は興行的な成功を収め、ナタラージャンは演技を高く評価されている。2021年にはマリ・セルヴァラージの『カルナン』に出演する。

## フィルモグラフィー

### 俳優
- Youth（2002年）※ノンクレジット
- Naalai（2006年）
- Chakkara Viyugam（2008年）
- Milaga（2010年）
- Muthukku Muthaaga（2011年）
- Sathuranga Vettai（2014年）
- Jeeva（2014年）
- Katham Katham（2015年）
- Enkitta Mothathe（2017年）
- Bongu（2017年）
- Richie（2017年）
- Namma Veettu Pillai（2019年）
- Sandimuni（2020年）
- God Father（2020年）
- Walter（2020年）
- カルナン（2021年）

### 撮影監督
- Last Train to Mahakali（1999年）
- Youth（2002年）
- Paanch（2003年）
- Black Friday（2004年）
- Parineeta（2005年）
- Eklavya: The Royal Guard（2007年）
- Jab We Met（2007年）
- Phir Kabhi（2008年）
- Halla Bol（2008年）
- Golmaal Returns（2008年）
- Love Aaj Kal（2009年）
- Lafangey Parindey（2010年）
- Knock Out（2010年）
- Desi Boyz（2011年）
- Thuppakki（2012年）
- ラーンジャナー（英語版）（2013年）
- Holiday: A Soldier Is Never Off Duty（2014年）
- Puli（2015年）
- A Aa（2016年）
- My Story（2017年）
- Chal Mohan Ranga（2018年）